# سلعوة
السلعوة هو اسم دارج وغير علمي لمخلوقات غامضة تهاجم السكان في مصر واليمن والأهواز وقری أخرى نواحي مدینه ویس. يظن بعض الأهالي أن هذه المخلوقات هجينة من الذئب والثعلب والكلاب البرية أو ابن آوى. وتكررت الهجمات من مخلوقات يعتبرها الأهالي «سلعوة» في قرى الصعيد بمصر وبعض المدن المصرية. لا يوجد دليل على كون هذه المخلوقات التي هاجمت السكان ولقبت بالسلعوة تنتمي لنفس النوع أو الهجين أو أنواع أو هجائن مختلفة. من الغير معلوم أيضا ما إذا كانت تنتمي هذه المخلوقات إلى أنواع مجهولة علميا أو أنواع موثقة علميا لا يعرفها الأهالي. فيما تعد ضمن القصص الشعبية من الخرافات.

## السلعوة في الأساطير المصرية
كانت معرفة المصريين بكائن السلعوة لا تتعدى بعض أساطير الفراعنة عن مخلوق يهاجم كل من يحاول أن يقتحم حرمة المعابد والمقابر ويحميها، وأنه يشبه الذئب والثعلب ويتمتع بصفاتهما وقصص الأهالي والجدات عن المخلوق الغامض لتخويف الأطفال المشاغبين. وكانت تعتبر خرافة أو أسطورة من الأساطير الكثيرة الموجودة في التاريخ المصري.
ومن حكايات الآباء والأجداد عن السلعوة أن أحد أفراد القرية تزوج امرأة كسائر البشر وكان لها أخت في قرية مجاورة وهذه المرأة كانت تتحول بالليل إلى سلعوة وتذهب إلى أختها ليقمن بنبش القبور وأكل الجثث وذات يوم افتقدها زوجها، فخرج في ذات الاتجاه الذي تحركت فيه ناحية القرية المجاورة وهناك انتظر حتى خرجت هي وأختها وتابع السير خلفهم وانتظر من بعيد دون أن يلحظوه وسمع إحداهن تقول للثانية أن من بالقبر صعب إخراجه فأشارت إليها أختها بكسر رقبته حتى تتمكن من إخراجه، عندها تأكد الزوج من حقيقة زوجته وسبقها إلى البيت وأوى إلى فراشه وعادت هي واغتسلت مما لحق بها في هذه الليلة واستيقظ الزوج فطلب منها أن تحضر له كوب ماء فقالت له أنا أخاف أن أضع الكوب في الزير لأنه يخرج أصوات عند امتلاءه فرد عليها بسخرية ولما لم تخاف وأنت تنصحي أختك بكسر عنق من في القبر، عندها اكفهر وجهها وتطاير الشرر من عينيها وعلمت ان أمرها انكشف فقالت له لولا أولادهما محمد ومحمدين لأصبح دمك شربة ماء صغيرة ولأصبح لحمك لقمة في فمي إلا أنني لأجلهما أتركك وأوصيك بهما خيرا أسرعت خارج الدار لتذهب لأختها وتعلمها بانكشاف أمرهما الأمر الذي تحتم معه الرحيل دون عودة ومن يومها لا أحد يعرف عن هاتان المرأتان شيئا ويقال إنهم تركوا خلفهم ذرية كبيرة وكلهم يفتخرون بأن جدتهم سلعوة.

## ظهور السلعوة عام 1996
ظهرت السلعوة لأول مرة في فترة الستينات والسبعينات في الأطراف الشرقية لمدينة القاهرة الكبرى، وفي بداية عام 1996 ظهر هذا الحيوان الهجين ثانيةً ليصبح حديث مصر بعد أن أثار الرعب في قرية أرمنت بأقصى صعيد مصر ثم تمت بعض الهجمات في المحافظات القريبة من القاهرة والإسكندرية. انتشر الرعب في جميع أنحاء مصر وسط نصائح الأهالي بعدم النزول ليلاً وأخذ الحذر دائماً خصوصاً في القرى والمدن المحيطة بقرية أرمنت التي كان بها أول ظهور للسلعوة وقتل الأطفال والكبار وأصاب العشرات وتحققت أحد الأساطير المصرية القديمة. وانتهى هذا الرعب الذي انتشر في مصر كلها آنذاك بقتل السلطات وبعض الأهالي لحيوان السلعوة.

## هجمات متفرقة بين 1996 - 2005
بعد حادث ظهور السلعوة الأول في بداية عام 1996 وإلى نهاية التسعينات ومطلع الألفية الجديدة. ظهرت السلعوة عدة مرات في أماكن مختلفة من قرى ومدن مصر.

## عودة السلعوة عام 2005
بعد سنين من اختفاء السلعوة وانتهاء الهجمات وحالات الخوف، ظهرت السلعوة من جديد عام 2005 ببعض محافظات مصر مسببة بعض القتلى والجرحى والذعر بين الأهالي واختفت السلعوة كما ظهرت بعد فترة قليلة.

## ظهور السلعوة في المرج 2007
في منتصف شهر سبتمبر عام 2007 أصيبت أهالي حوض القصب بالمرج، حالة من الذعر، بعد أن هاجمتهم السلعوة، وأصابت ثمانية أشخاص منهم بإصابات خطيرة، الظهور المتكرر للسلعوة في أوقات مختلفة من اليوم جعل السكان يفرضون على أنفسهم حظر تجوال إجباري.

## ظهور السلعوة في محافظة أسوان 2008
في عام 2008 بالتحديد في شهر أكتوبر عادت السلعوة للظهور مرة أخرى في محافظة أسوان، وأثارت الرعب في نفوس المواطنين الأسوانيين وكانت لها ضحايا كثيرين واختفت بعد ظهورها بحوالي ثلاث أسابيع.

## ظهور السلعوة في قرية الشبراوية 2009
في شهر مارس 2009 هاجمت سلعوة قرية الشبراوية، التابعة لمركز ههيا، بمحافظة الشرقية، واقتحمت عدة منازل، وأصابت 22 من أبناء القرية، بينهم 7 أطفال، وسط دهشة الأهالي، الذين هرعوا إلى إغلاق منازلهم، خشية تعرض الحيوان لهم، وعندما هرع نحوه عدد كبير من الأهالي، فر باتجاه منزل أحد الأهالي مهاجمًا أحد أبنائه.

## السلعوة في المقطم 2017
ظهرت بعض الهجمات للسلعوه في منطقه الخليفة المقطم وكان ذلك في مارس من 2017 ولكن واجهها أهالي الحي وشبابه باستخدام الكلاب البوليسيه من أنواع الجيرمان شيبرد والبيتبول وتم قتله علي ايدي الأهالي والكلاب.

## شكل وصفات السلعوة
تشبه السلعوة الذئب والكلب والثعلب في منظرها وتتميز بسرعتها وسواد لونها وأذنيها كأذني الثعالب وقدميها الأمامية قصيرة عن الخلفية وتتميز بالذكاء والمكر وعدم الخوف من البشر وقدرتها الكبيرة على الاختباء والترصد وتجمع صفات الكلب والذئب والثعلب وابن آوى.

## مكانها
السلعوة تعيش في الجبال والصحراء والأماكن النائية الموحشة.

## إمكانية التهجين
يرى بعض العلماء أن أعضاء عائلة الكلبيات (Canidae)، الذئب، الكلب، الكايوتي، وابن آوى، جميعها تملك 39 زوجا من الكروموسومات، مما يجعلها قادرة على التناسل بنجاح فيما بينها ولا يمنع ذلك سوى الجغرافيا واختلاف السلوكيات، كاختلاف التقاليد بين البشر. وقد تم التهجين بين الكلب وابن آوى في الماضي. ففي روسيا صنع الهجين للاستفادة من حاسة الشم الفائقة لابن آوى، وسمي الهجين كلب سوليموف. وفي الكثير من الأحيان تم تهجين الذئب أو ابن آوى الذهبي Canis lupus aureus مع الكلب لصنع كلب حراسة شرس، الأمر الذي لم يلق النجاح المطلوب في بعض الأحيان لجبن الهجين البائس.
ولكن السؤال لماذا يهاجم الهجين العامة؟
للإجابة عن هذا السؤال يجب أن نلقي نظرة على بعض السلوكيات المتوارثة في كلا الأبوين.

### الكلب (Canis lupus familiaris)
صديق الإنسان الوفي، وناتج عن آلاف السنين من الاستئناس، يملك عدائية Aggression تفوق عدائية الذئاب وابن آوى. يقبل صاحبه كعضو أعلى رتبة في قطيعه بصورة طبيعية. تغيب غريزة الافتراس Predation عند الكلاب المستأنسة.

### ابن آوى (Canis aureus)
حيوان بري يكون الافتراس 80% من غذائه، وعادة ما تكون فرائسه حيوانات صغيرة وحشرات، كما يترمم على الجيف ويأكل بعض النباتات، ويقوم بافتراس الماشية حين تسنح له الفرصة. يتحاشى الإنسان، ولا يملك عدائية الكلب. سجلت بعض حالات افتراسه للأطفال.

### النتيجة
تكون نتيجة عملية التهجين حيوان يملك الصفات الشكلية للكلب وابن آوى. فيكون نحيف وكلبي الشكل، وله أذنان كبيرتان كابن آوى، وأهم تفصيل يرعب الناس في هذا المخلوق أنه لا ينبح. فالنباح يبعث الطمأنينة، ويجعل من يواجه الكلب يعلم أنه مخلوق مألوف غير غامض، وإن كان مسعوراً. أما بالنسبة لتوارث السلوكيات فهو بسيط بدرجة مذهلة. يملك الهجين الضار عدائية الكلب، وغريزة الافتراس، مع عدم خوفه من الناس، بل قد يرى بعضهم كلقمة سائغة تسيل لها اللعاب.